# IBM 8514
L'IBM 8514 è una scheda video della IBM che supporta una risoluzione di 1024×768 pixel a 256 colori alla frequenza di 43,5 Hz in modalità interlacciata, o 640×480 a 60 Hz non-interlacciata. IBM, insieme a questa scheda video, vendeva anche un monitor che aveva come sigla 8514.

## Interfaccia grafica
L'IBM 8514 ha introdotto per prima la modalità standard di programmazione chiamata "Adapter Interface" or AI che fu poi impiegata nelle schede video XGA di IBM e di prodotti compatibili come le schede video della ATI Technologies Mach 32 e dell'IIT AGX.
L'interfaccia AI implementava delle funzioni 2D standard come il disegno della linea, il riempimento di colore e il Bit blit. Questo permetteva di scaricare la CPU del PC e velocizzava le applicazioni di CAD.

## Storia
La IBM 8514 fu introdotta contemporaneamente alla VGA nel 1987.
Sebbene non sia la prima scheda video ad avere un acceleratore hardware (la prima fu il PGC), la IBM 8514 è spesso ritenuta la prima scheda video per PC con un acceleratore grafico in grado di eseguire funzioni fisse.
La PGC e la TARGA Truvision, infatti, erano state sviluppate con proprie CPU e DSP che, almeno in teoria, potevano eseguire anche codice compilato in autonomia. Le schede video con acceleratore a funzioni fisse permisero di avere un costo/prestazioni molto favorevole sacrificando la programmabilità.
L'IBM 8514 fu soppiantato dall'IBM XGA.

## Hardware compatibile
La scheda video IBM 8514 non fu molto clonata da altri produttori come lo fu la VGA. In ogni modo ATI Technologies sviluppò alcune schede video compatibili 8514 fra cui Mach8 e Mach32.